# Blindgyde
Blindgyde er en dansk kortfilm fra 2014 instrueret af Julius Telmer efter eget manuskript.

## Handling
Et tilforladeligt cafébesøg tager en uventet drejning for et ungt par, da Marie beslutter sig for at få de svar, hun ikke har fået af sin kæreste Jacob, og to fremmede vælger at udnytte situationen.